# هارلد فابينيار
هارلد فابينيار (بالهولندية: Harald Wapenaar)‏ (10 أبريل 1970 بفلاردينجن في هولندا - ) هو لاعب كرة قدم هولندي في مركز حراسة المرمى. لعب مع سبارتا روتردام وفاينورد وفيتيسه آرنهم ونادي أوترخت ونادي أودينيزي ونادي بورتسموث وهيلموند سبورت ونادي روسيندال ‏.

## وصلات خارجية
- هارلد فابينيار على موقع قاعدة بيانات كرة القدم.إي يو (الإنجليزية)
- هارلد فابينيار على موقع Soccerbase.com (لاعب) (الإنجليزية)
- هارلد فابينيار على موقع عالم كرة القدم.نت (الإنجليزية)